# Nationalmuseum für Ethnologie

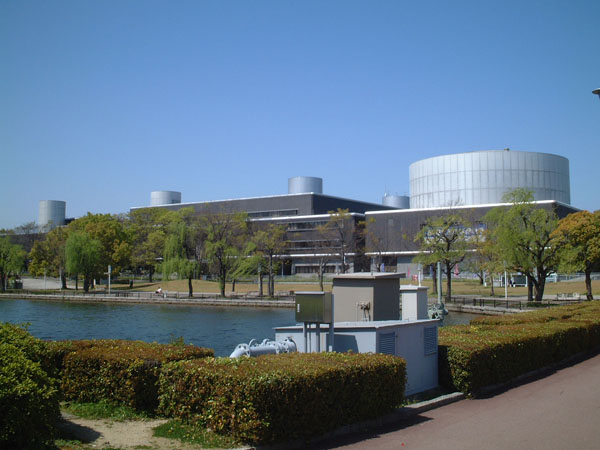
Nationalmuseum für Ethnologie

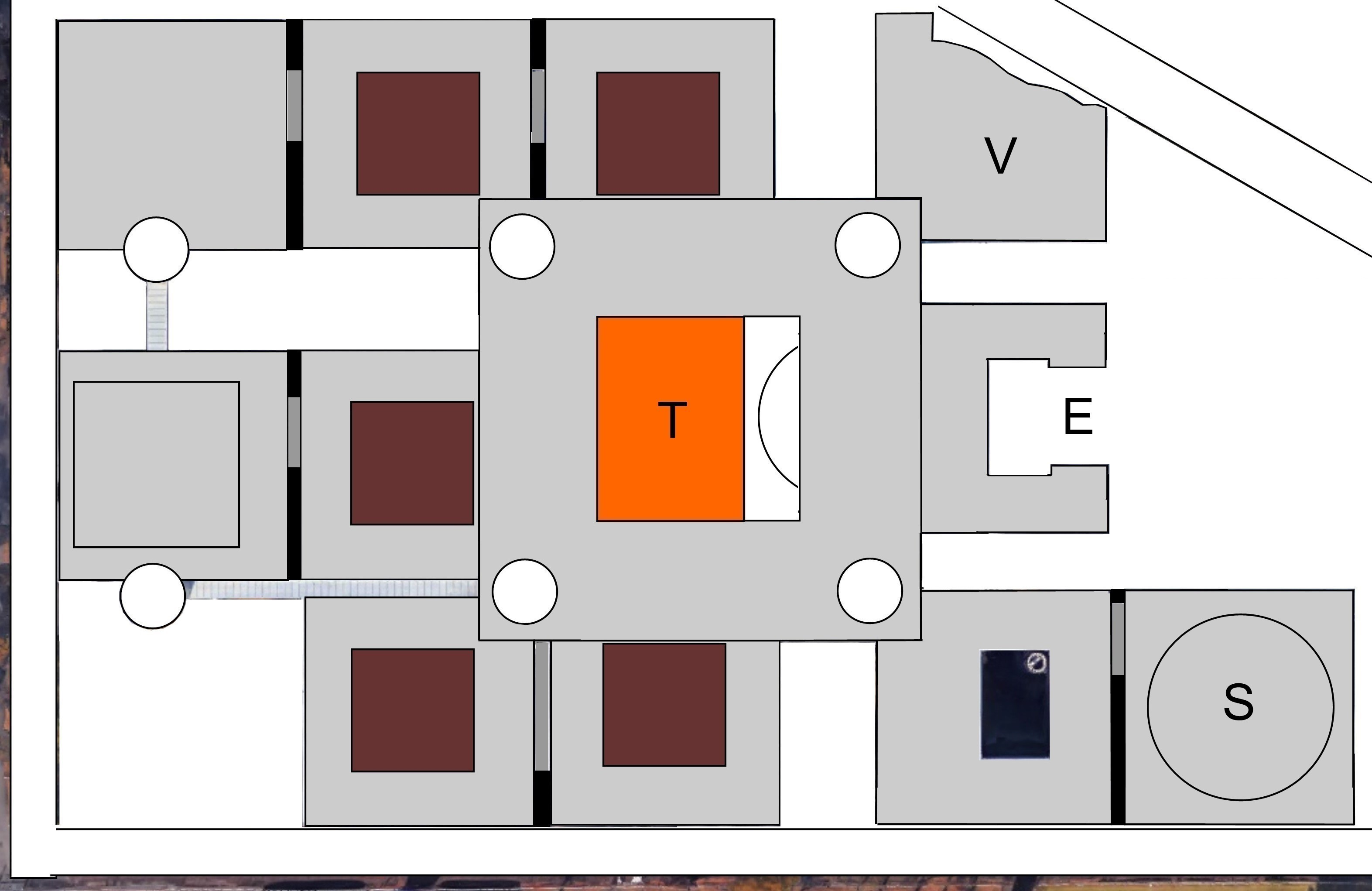
Plan des Museums (s. Text)

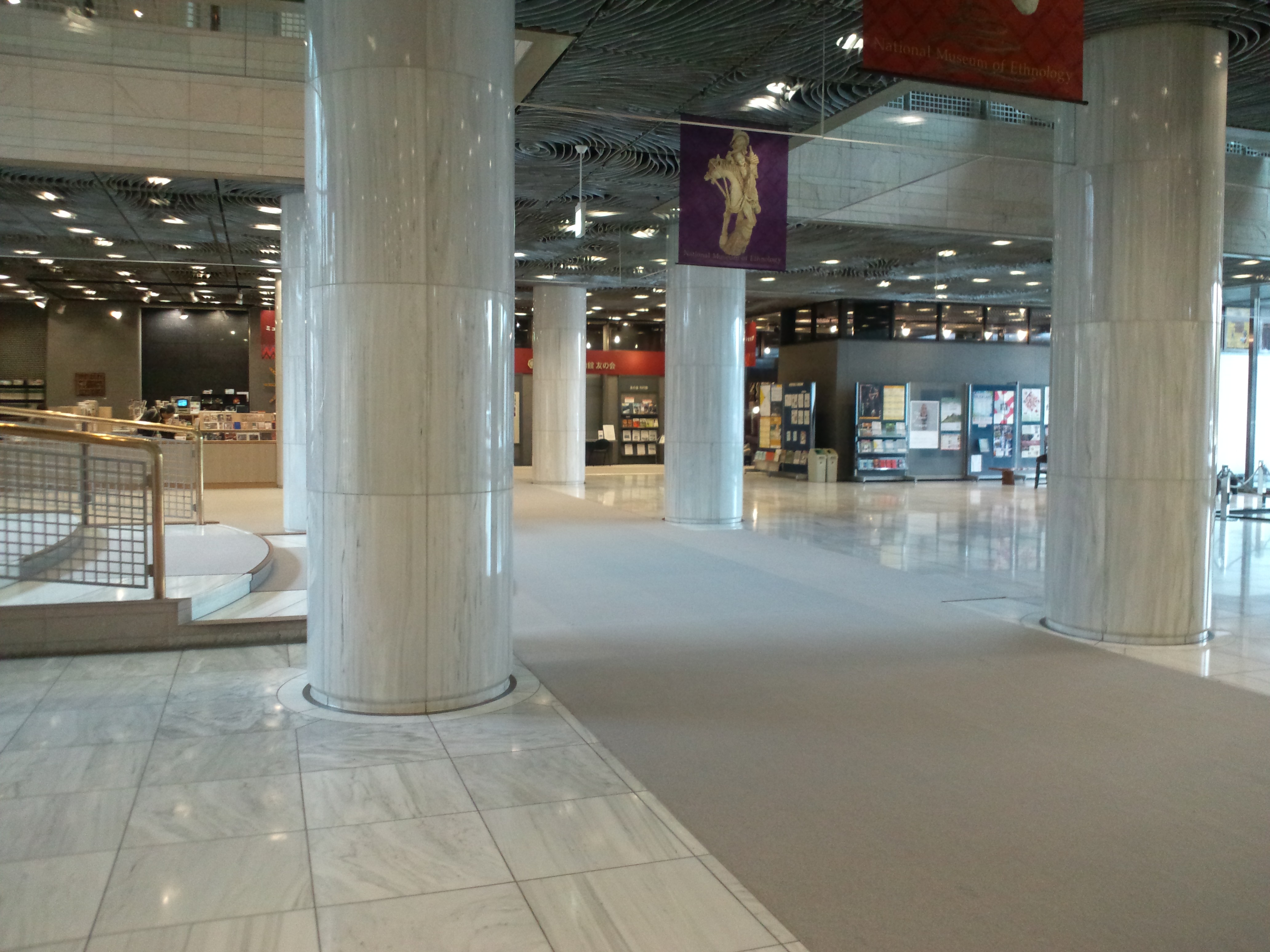
Eingangsbereich

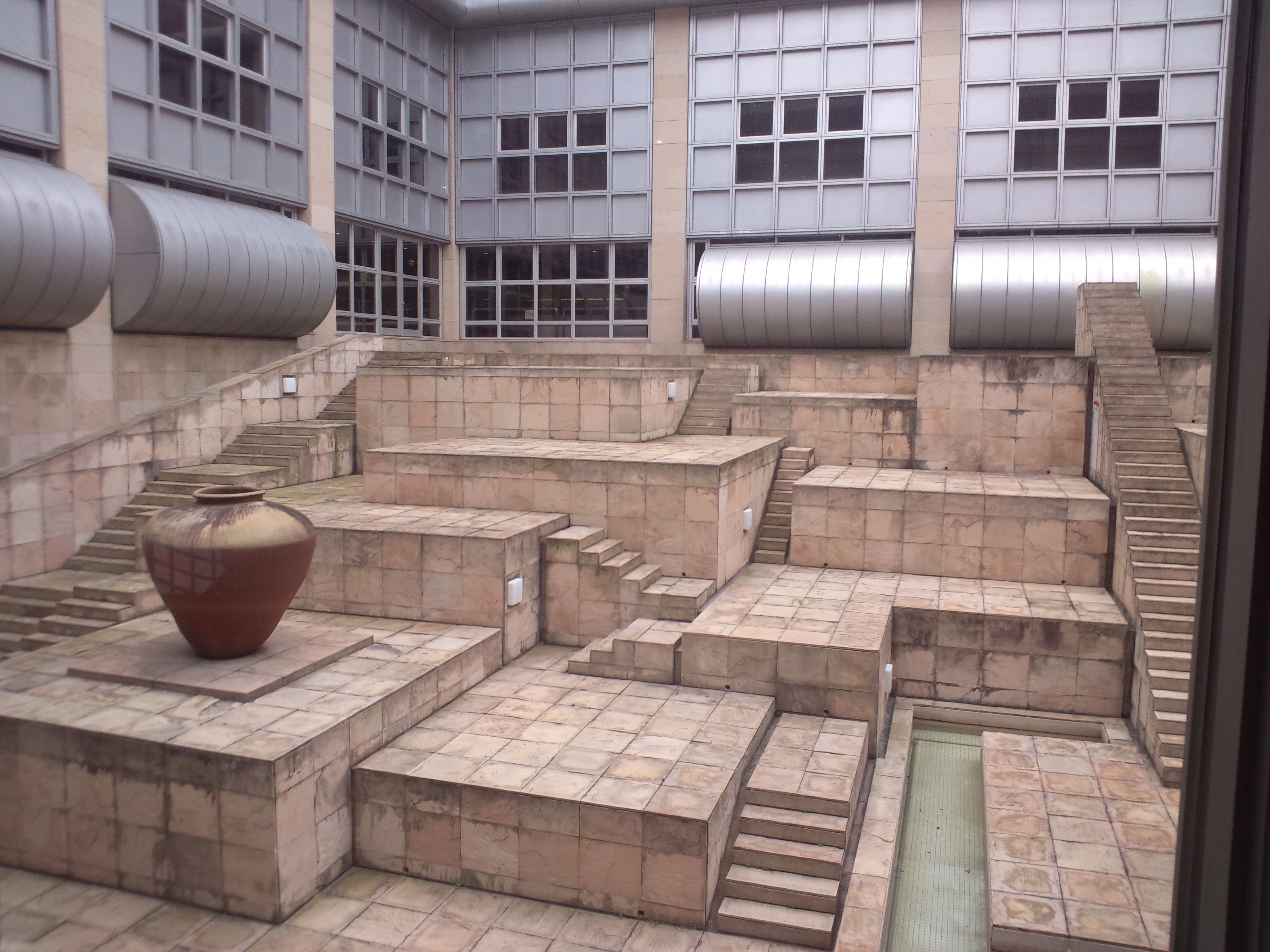
Innenhof (T im Plan)

Das Nationalmuseum für Ethnologie (japanisch 国立民俗学博物館, Kokuritsu Minzokugaku Hakubutsukan, engl. National Museum of Ethnology) wurde 1974 auf Betreiben des späteren ersten Direktors Umesao Tadao gegründet. Der Bau wurde von Kishō Kurokawa entworfen und im  November 1977 eröffnet. Das Museum – es ist eins der größten der Welt – befindet sich in der Mitte des Geländes, das für die Weltausstellung Expo ’70 in der Stadt Suita (Präfektur Osaka) genutzt worden war und das danach zum „Expo Gedächtnispark“ (万博記念公園, Bampaku kinen kōen) umgewandelt worden ist. Die übliche Kurzbezeichnung des Museums ist „Mimpaku“ (民博).

## Anlage
Die Anlage fügt sich harmonisch in das Parkgelände ein, wobei der Architekt die Bauhöhe so gering wie möglich hielt. Das Museum, das man von Osten her betritt („E“ im Plan), gliedert sich in verschiedene miteinander verbundene Blöcke. Die oberen Stockwerke erreicht man über sechs, mit Fahrstühlen versehene Treppenhäuser, die zylinderförmig angelegt sind und die den Gebäudekomplex überragen. Das Erdgeschoss wird zum größten Teil von den Magazinen eingenommen, der weiträumige Ausstellungsbereich befindet sich im ersten Stock. Umesao legte von Beginn an Wert auf die Nutzung der Technik für die Datenerfassung, nahezu jedes Objekt wurde und wird rotierend fotografiert. Terminals im Ausstellungsbereich erlaubten von Anfang an den öffentlichen Zugang zu den Daten. Das Museum verfügt über einen Rundbau für Sonderausstellungen (S) und über einen Vortragssaal (V).

## Ausstellungsräume
- Ozeanien 660 m²
- Amerikas 320 m²
- Europa 250 m²
- Afrika 500 m²
- Asien 4270 m²

Westasien 310 m²
Südasien 600 m²
Korea 330 m²
China 660 m²
Südostasien 330 m²
Zentral- und Nordasien 310 m²
Ainu 270 m²
Japan 1460 m²

## Datenbanken und Bibliothek (2018)
Die Sammlung umfasst 343.581 Objekte, davon 178.864 nichtjapanische und 164.717 japanische Objekte. Dazu kommen 8168 Bewegbilder, 62.651 Tonaufnahmen und 70.819 audiovisuelles Material. Die Bibliothek umfasst 670.000 Bücher, davon 271.000 in japanischer Sprache und 399.000 in Fremdsprachen. Es werden 17.000 Zeitschriften gehalten, davon 10.000 in japanischer Sprache und 7000 in Fremdsprachen.
Die Objekt-Datenbank umfasst grundlegende Information zu 283.275 Objekten, die zu jedem Namen Bilder, Maße und Gewicht, Herkunftsort und Kultur sowie das Datum der Erwerbung enthalten. Eine weitere Datenbank mit detaillierterer Information beschreibt 264.429 Objekte, davon sind Informationen zu 68.019 Objekten öffentlich zugänglich.

## Abbildungen

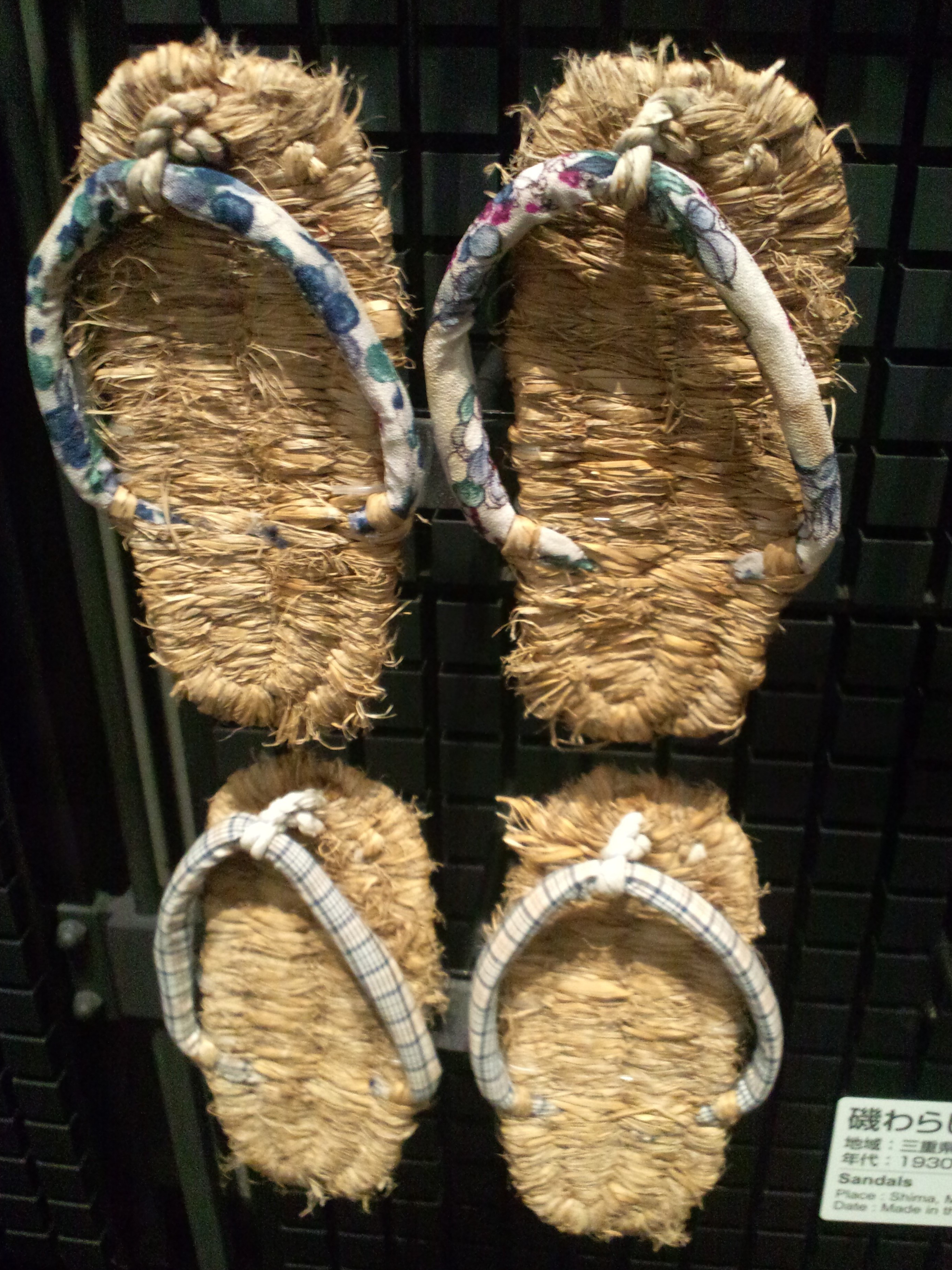
Sandalen der Taucherinnen, Japan
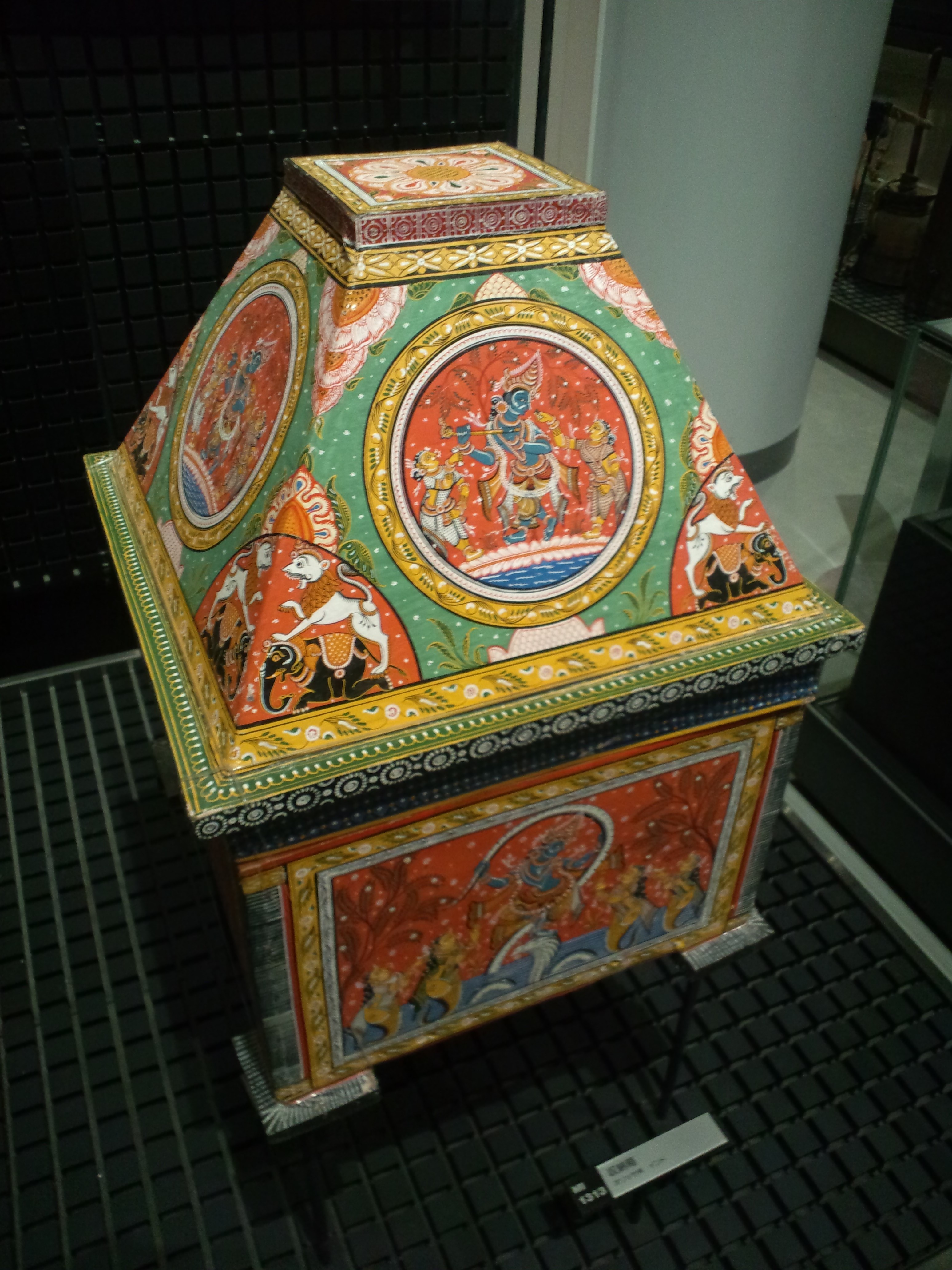
Kasten für Kleider, Indien
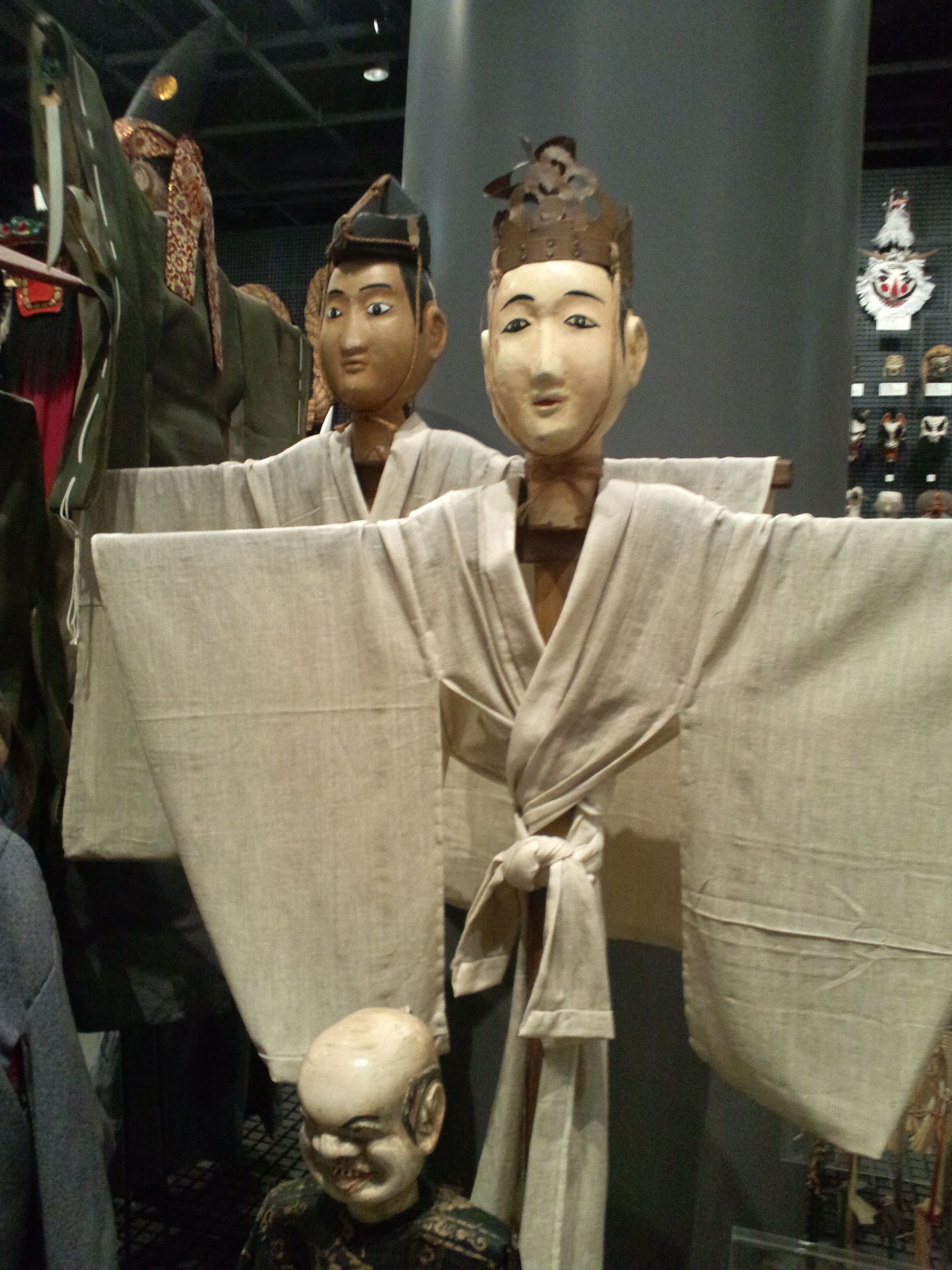
Puppen für die Reispflanzung-Zeremonie, Japan
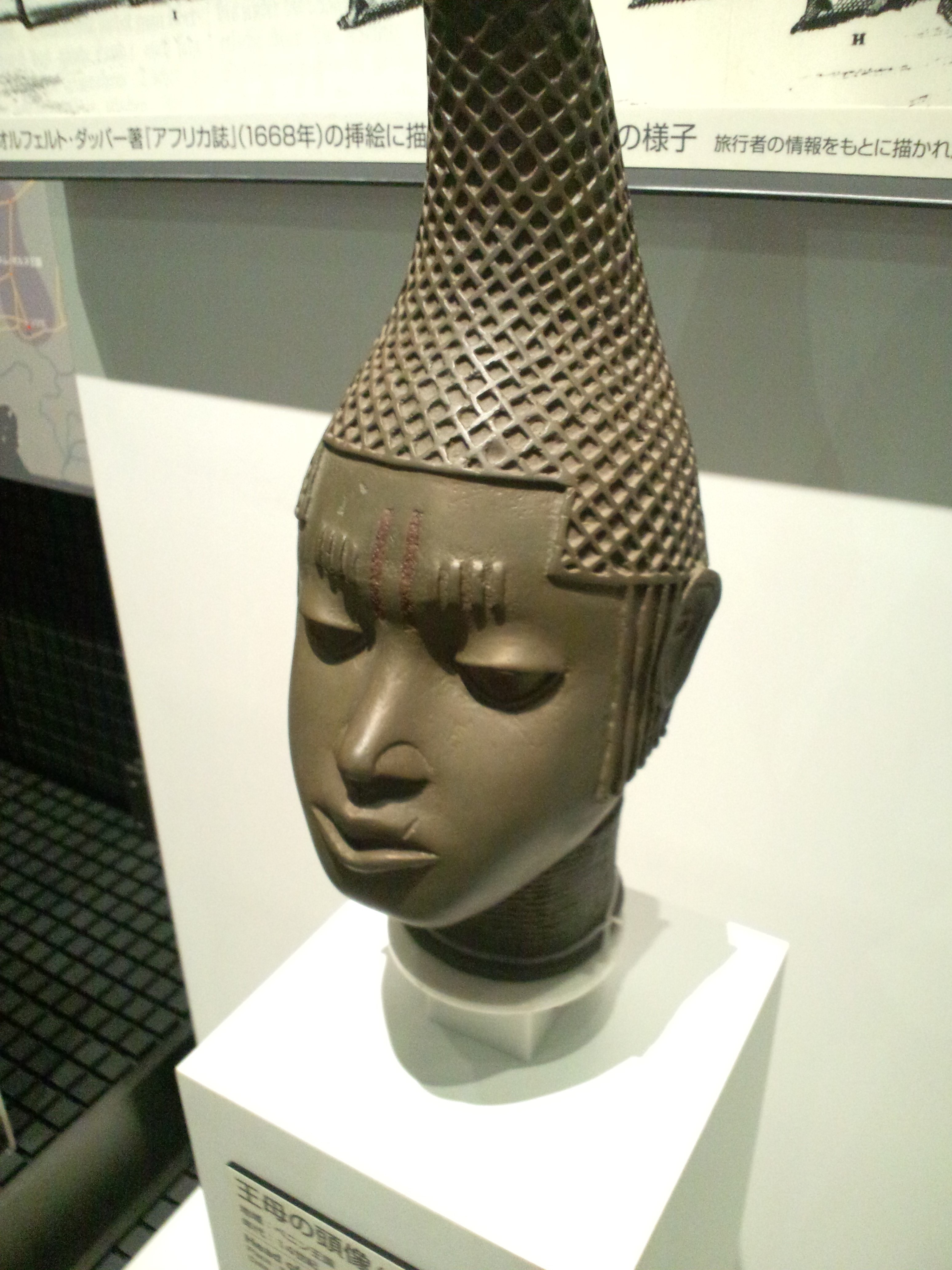
Kopf der Königsmutter (Nachbildung)
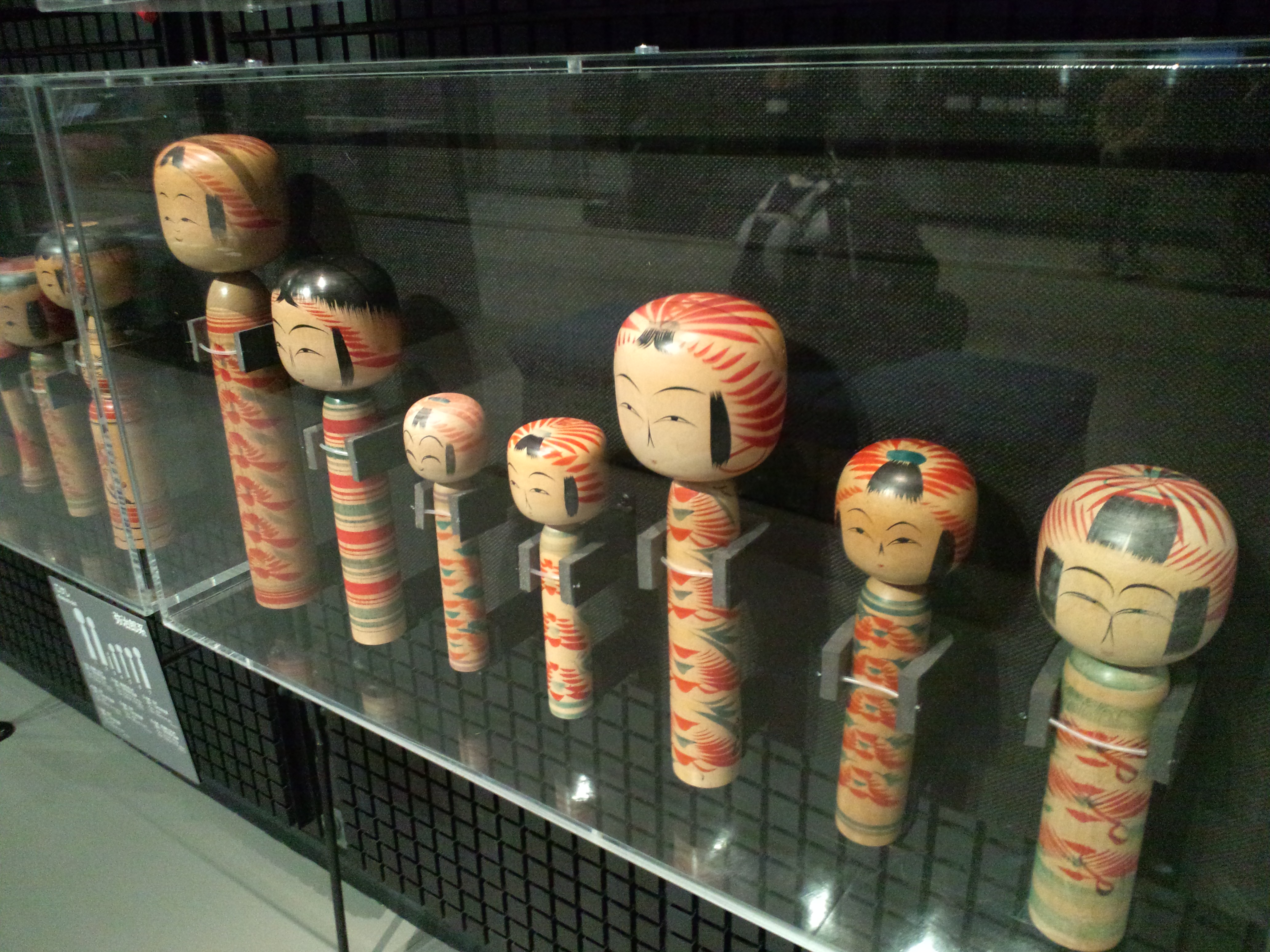
Kokeshi Puppe, Japan
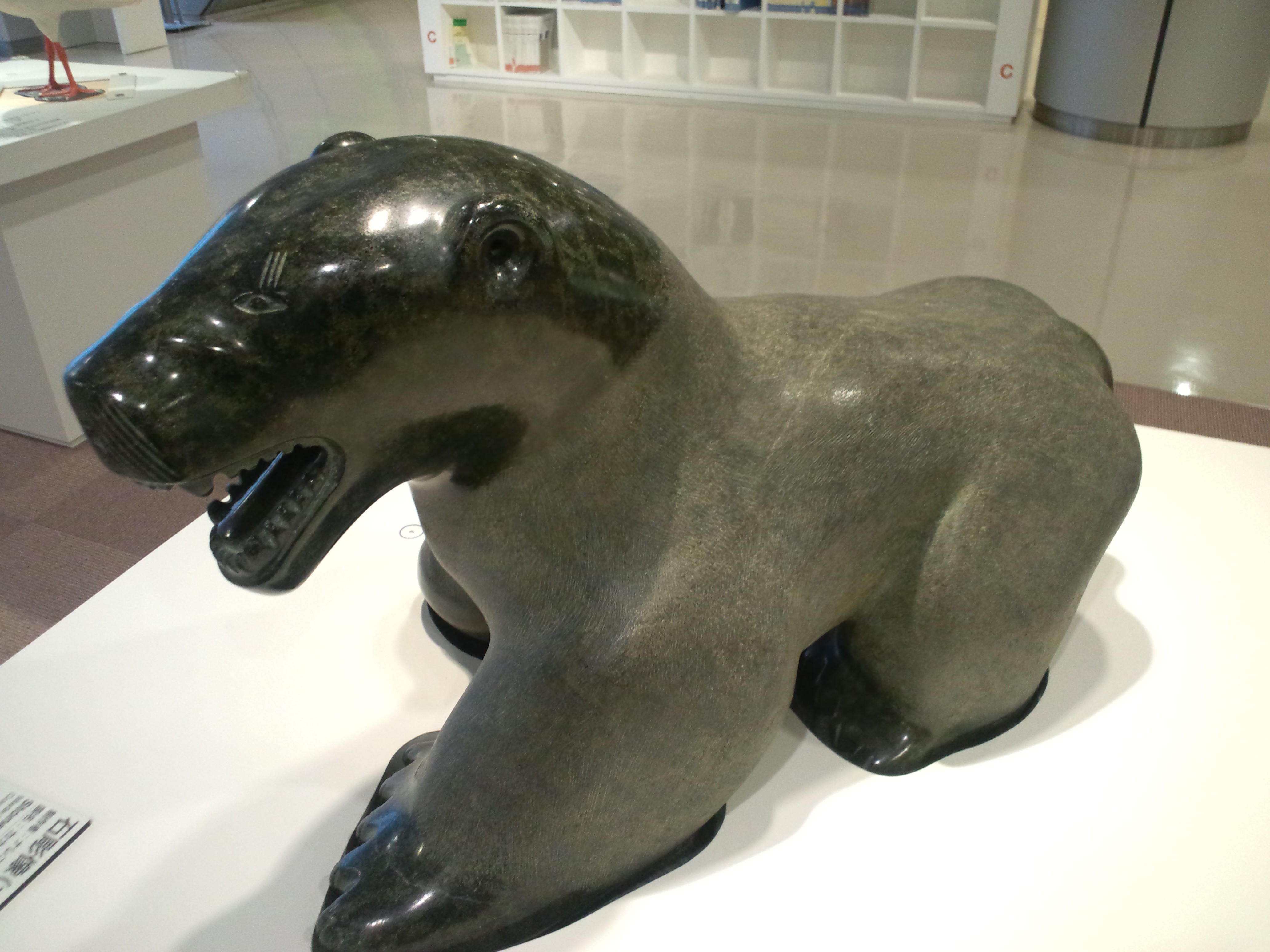
Polarbär, Inuit
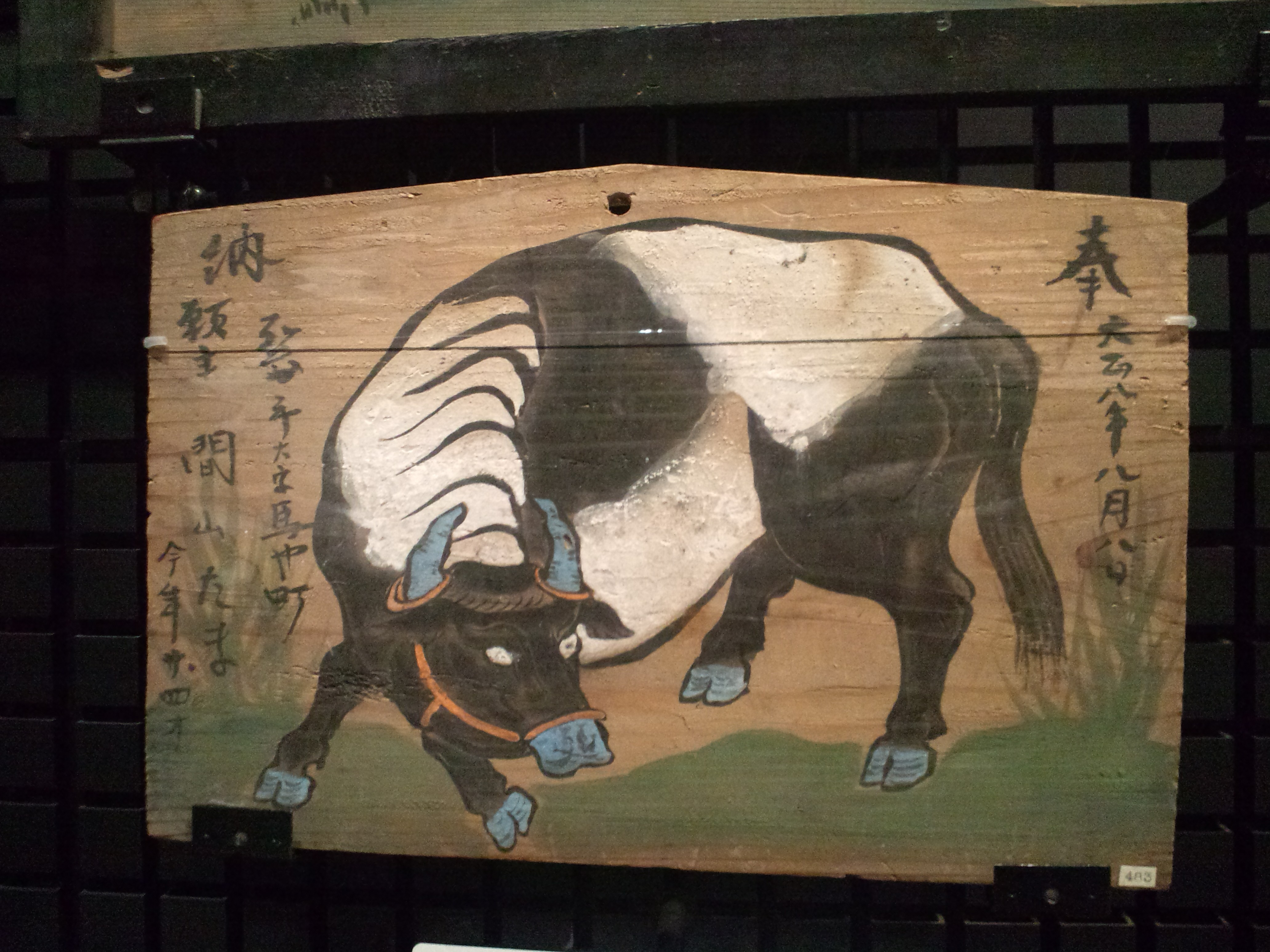
Votivtafel, Hirosaki, Japan

## Kenndaten
- Museumsgelände: 40.821 m²
- Bebautes Gelände: 18.177 m²
- Geschossfläche: 52.648 m²

Dachgeschoss: 846 m²
3. Etage: 7.207 m² (Forschung)
2. Etage: 7.340 m² (Forschung, Bibliothek, Verwaltung)
1. Etage: 16.830 m² (Ausstellung, Verwaltung)
Erdgeschoss: 17.410 m² (Eingangsbereich, Magazin)
Kellergeschoss: 3.015 m²